# Kết hôn giả

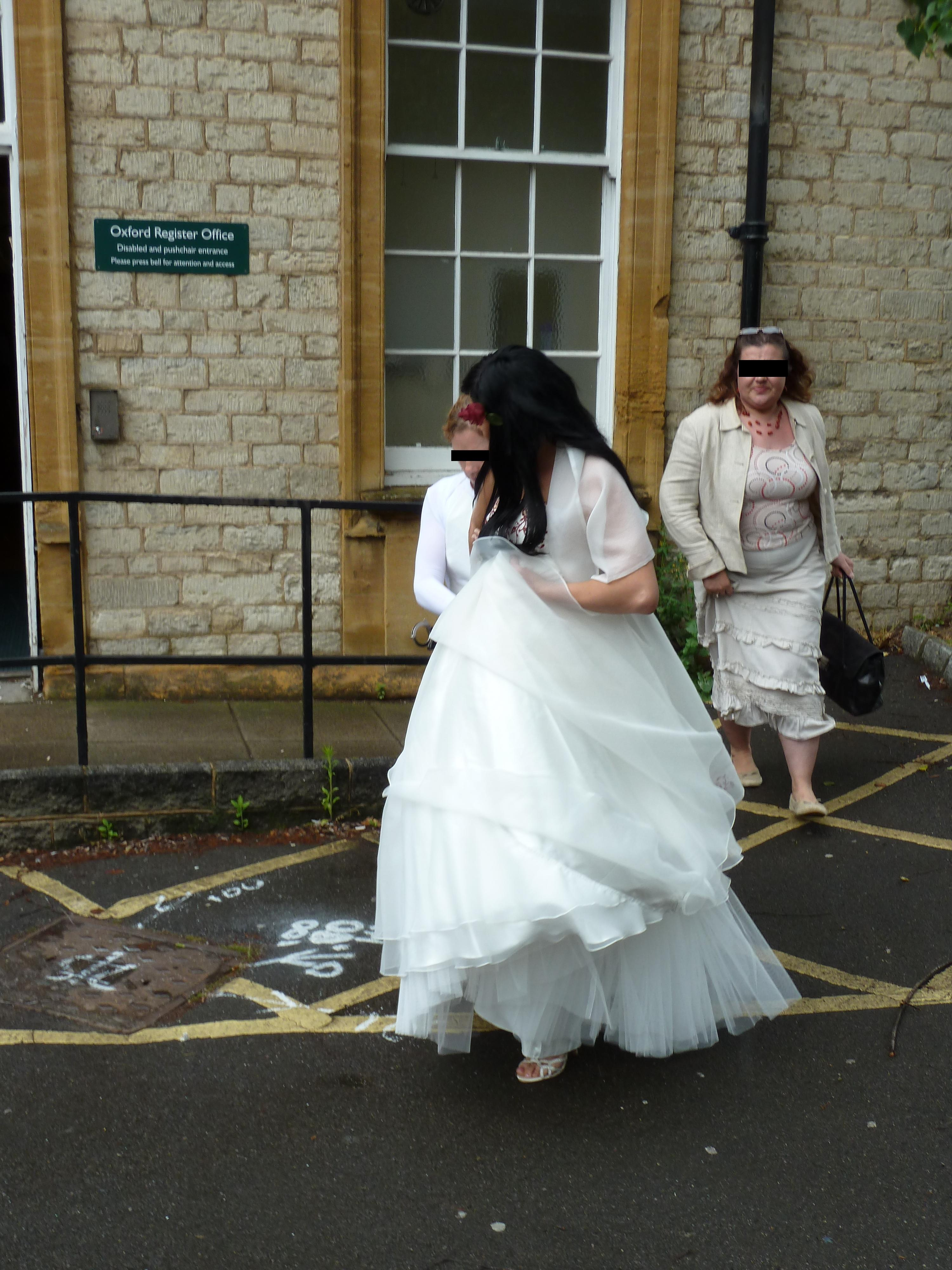
Một cô dâu kết hôn giả đang đào tẩu

Kết hôn giả hay hôn nhân giả là những cuộc hôn nhân được tiến hành theo một hợp đồng hoặc thỏa thuận ngầm hoặc trái quy định với pháp luật vì lợi ích cá nhân (về kinh tế, tài sản, địa vị xã hội, vấn đề cư trú, nhập cảnh, chính trị), thay vì để xây dựng gia đình hay dựa trên cơ sở tình yêu. Trong nhiều trường hợp nó được gọi là hôn nhân giả tạo. Kết hôn giả nói chung là vẫn đảm bảo về mặt thủ tục và cặp vợ chồng vẫn được cấp hôn thú tuy nhiên mục đích kết hôn không đảm bảo, việc kết hôn và các thủ tục pháp lý chỉ là hình thức trên mặt giấy tờ, chứ hai người không hề chung sống với nhau hoặc nhanh chóng ly hôn sau khi đã đạt mục đích.

## Về mặt pháp lý
Những cuộc hôn nhân giả thường ký một hợp đồng hoặc thỏa thuận ngầm để khai thác lỗ hổng pháp lý hay kẽ hở của pháp luật với nhiều hình thức tinh vi khác nhau. Một cặp vợ chồng có thể kết hôn vì những lý do của công dân hoặc theo mục đích có nơi ở, ví dụ, như nhiều nước trên thế giới sẽ cấp quyền cho mọi công dân khi công dân này cưới một công dân sở tại, và trên cơ sở hôn nhân, công dân có nhân khẩu hay hộ khẩu sở tại có thể bảo lãnh cho người thân trên cơ sở kết hôn có thể nhập cảnh, nhập hộ khẩu....
Tại Hoa Kỳ, Sở Di trú Hoa Kỳ (USCIS) rất nghiêm khắc với nạn kết hôn giả, cơ quan này có thể được phép phạt với một bản án tù giam đến 10 năm và buộc phải nộp tiền phạt lên đến $ 250.000 tiền phạt. Đối với công dân Mỹ, kết hôn giả sẽ phải chịu mức án là 10 năm tù giam và số tiền phạt lên đến 250.000 USD. Đối với công dân nước ngoài, kết hôn giả sẽ bị trục xuất ra khỏi nước Mỹ, phạt 250.000 USD và cấm nhập cảnh vĩnh viễn.
Tại Việt Nam, Điều 4 Luật Hôn nhân và gia đình "Cấm tảo hôn, cưỡng ép kết hôn, cản trở hôn nhân tự nguyện, tiến bộ; cấm kết hôn giả tạo, cấm yêu sách của cải trong việc cưới hỏi...". Tuy nhiên, trong thực tế rất khó phát hiện và nhận biết được việc kết hôn giả, vì việc kết hôn này thường được sắp đặt, dàn dựng và toàn bộ hồ sơ thủ tục pháp lý là đầy đủ và hợp pháp. Quy định xử lý chỉ có thể là giải quyết ly hôn theo thủ tục chung, giải quyết hủy việc kết hôn trái pháp luật, trong một số trường hợp sẽ bị xử phạt vi phạm hành chính với mức phạt từ 100.000 đồng đến 10 triệu đồng kèm theo thu hồi và hủy bỏ Giấy chứng nhận kết hôn.
Tại Úc, quy trình nhập cư bằng hôn nhân gồm hai bên ký giấy hôn thú,sau đó một bên sẽ nhận được thị thực thường trú tạm thời (Temporary Residency) và tiếp theo 2 năm sau hôn nhân, thị thực thường trú (Permanent Residency) sẽ được cấp. Chi phí cho giấy tờ và văn phòng di trú tốn khoảng 5.000 đôla, trong đó riêng phí cho các loại giấy tờ nộp lên Bộ Di trú đã lên đến 2.000 đôla, khoản tiền trả cho việc văn phòng di trú hoàn thiện và theo dõi hồ sơ là 3.000 đôla.

## Đồng tính luyến ái
Một lý do phổ biến cho các cuộc hôn nhân giả là để che giấu vấn đề đồng tính luyến ái của một bên trong trường hợp việc công khai đồng tính sẽ nhận được một sự trừng phạt hoặc có khả năng gây phương hại hoặc khi công khai sẽ bị kỳ thị của gia đình và xã hội. Cuộc hôn nhân như vậy có thể có một quan hệ tình dục khác giới và một đối tác đồng tính, hoặc hai đối tác đồng tính như trường hợp đồng tính nữ và đồng tính nam kết hôn với nhau.

## Tình trạng phạm pháp
Việc kết hôn giả theo quy định của nhiều nước là vi phạm pháp luật, vi phạm các nguyên tắc về hôn nhân và gia đình trong việc xây dựng một gia đình bền vững, hạnh phúc. Đặc biệt là việc kết hôn giả đã trở thành một nghề để kinh doanh trục lợi thông qua hoạt động môi giới. 

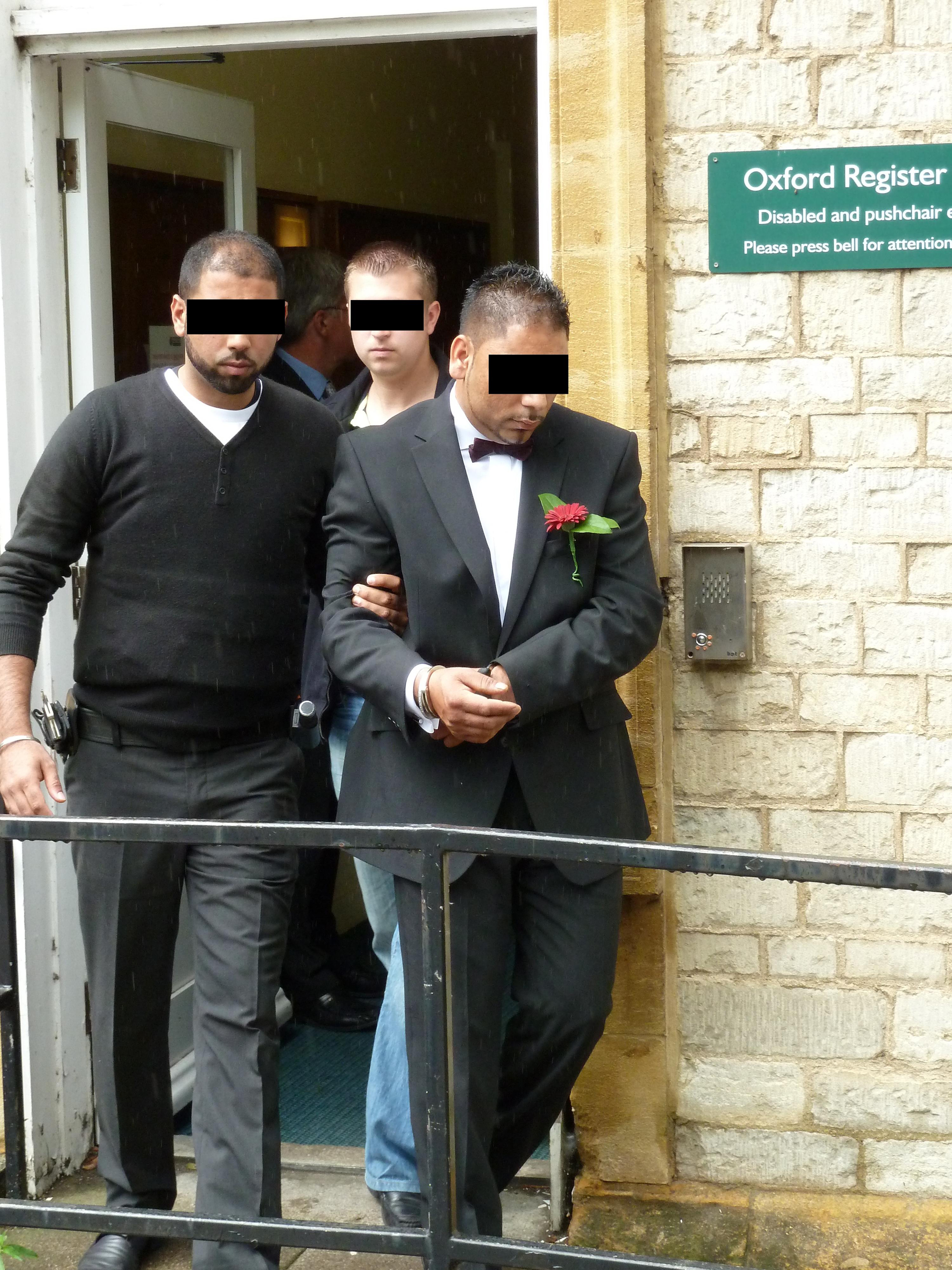
Một chú rể giả bị bắt

Ở Hàn Quốc, chính quyền đã bắt những đối tượng chuyên dàn xếp các vụ kết hôn giả giữa nam giới vô gia cư với phụ nữ Việt Nam muốn có visa Hàn Quốc. Những kẻ môi giới này tiếp xúc với một số nam giới vô gia cư tại các nhà ga Seoul và hứa cho họ đi chơi Việt Nam miễn phí, cộng thêm tới 3 triệu won nếu đồng ý làm kết hôn giả. Các cô dâu Việt, muốn được sống và làm việc tại Hàn Quốc, phải trả từ 18.000 đến 20.000 USD. Các nam giới vô gia cư được đưa tới Việt Nam bằng máy bay để kết hôn và cặp đôi mới cưới sau đó sẽ quay lại Hàn Quốc để cưới lại trước khi cô dâu chia tay với chú rể. Chính quyền thành phố Seul đã trục xuất 20 phụ nữ Việt vì lý do kết hôn giả.
Ở Trung Quốc, tại thành phố Bắc Kinh đã báo động về hiện tượng kết hôn giả để trở thành công dân Bắc Kinh của một số đông người các tỉnh và có tỉ lệ ly hôn cao khi các cặp vợ chồng giả kết thúc hợp đồng hôn nhân. Theo luật pháp Trung Quốc, một phụ nữ sẽ được cấp hộ khẩu Bắc Kinh sau ba năm kết hôn với một người dân Bắc Kinh. Nam giới sẽ có hộ khẩu Bắc Kinh sau năm năm kết hôn. Và một nam giới nhận kết hôn giả với một cô gái ngoại tỉnh với giá 100.000 nhân dân tệ (15.810 USD).
Cảnh sát Nhật Bản ở Tokyo cũng từng bắt giữ một người Việt Nam vì nghi ngờ người này làm môi giới kết hôn giả giữa một người đàn ông Nhật Bản và một phụ nữ Việt Nam. Người này đã chỉ đạo một người môi giới khác ở Việt Nam làm giả giấy khai sinh để dùng cho một người Việt Nam khác nhập cảnh bất hợp pháp vào Nhật Bản. Người này đứng đầu một nhóm môi giới kết hôn giả và bị buộc tội đã môi giới ít nhất tám vụ kết hôn giả, trong mỗi vụ, người này đã nhận khoảng 39.000 USD tiền môi giới.
Tại Úc, Mỗi năm có hàng trăm trường hợp người Việt nhập cư bằng con đường kết hôn với công dân Úc bị trục xuất về nước vì không vượt qua được những cuộc trắc nghiệm về cuộc sống riêng tư. Thực trạng kết hôn gian dối để được cấp thị thực khá phổ biến. Chỉ trong năm 2009, Bộ Di trú Úc đã điều tra trên 1.150 cặp vì nghi ngờ họ chỉ là vợ chồng hờ, kết quả là khoảng 220 thị thực bị hủy bỏ. Gần 3.150 đơn xin cấp thị thực cũng bị gạt bỏ ngay lập tức. Tuy nhiên, đây vẫn là một dịch vụ phổ biến trong cộng đồng người Việt tại Úc.
Để có nhập cư vào Mỹ và được cấp thẻ xanh, các cuộc hôn nhân giả tìm đường sang Mỹ đều do bạn bè, bà con quen biết mai mối (để tránh bị lường gạt). Giá cả trả theo từng giai đoạn tùy thỏa thuận giữa đôi bên. Tuy nhiên pháp luật Mỹ quy định người đi theo diện hứa hôn trong vòng 90 ngày đến Mỹ không làm hôn thú thì xem như hôn nhân đỗ vỡ. Luật di trú buộc đương sự phải trở về nước. Hệ thống giam giữ di dân bất hợp pháp tại Mỹ bị chỉ trích là mang nhiều tính chất trừng phạt, nhất là đối xử với phụ nữ và người bệnh tật.